# Merrinella elinya
Merrinella elinya är en insektsart som beskrevs av Otte, D. och R.D. Alexander 1983. Merrinella elinya ingår i släktet Merrinella och familjen syrsor. Inga underarter finns listade i Catalogue of Life.